# Gerard Álvarez i Garcia
Gerard Álvarez i Garcia (Barcelona, 1989) és un periodista i polític català, diputat al Congrés dels Diputats.
Titulat en Periodisme Digital per la Universitat Antonio de Nebrija. En l'àmbit professional, ha estat col·laborant i treballant en diferents mitjans de comunicació, ha estat director de la revista De Cap a Peus de Sant Andreu des del desembre de 2020 fins a prendre possessió de l'acta de diputat el maig de 2021. Director del programa La Banqueta de Ràdio Fabra i habitual en les retransmissions de la UE Sant Andreu i en els articles d’opinió del Matí Digital. També ha treballat com a funcionari interí de la Generalitat de Catalunya a l'Autoritat Catalana de la Competència, òrgan del Departament de Vicepresidència, fent tasques de comunicació interna i externa.
Des del 2017 milita a ERC. A partir del maig del 2021 ocupa l'escó de Joan Josep Nuet, inhabilitat per desobediència al Tribunal Constitucional.